# 32 (عدد)
32 (اثنان وثلاثون) هو عدد صحيح  يلي العدد 31 ويسبق العدد 33 وهو عدد طبيعي موجب.